# Catedral de Nuestra Señora de Haderslev
La catedral de Nuestra Señora de Haderslev (en neerlandés: Haderslev Domkirke o Vor Frue Kirke) es una catedral luterana en la ciudad danesa de Haderslev, y sede de la homónima diócesis de Haderslev.
Es un templo gótico del siglo XIII que fue elevado a catedral en 1922. Las pequeñas casas a su alrededor le dan un aspecto dominante.

## Historia
La iglesia actual fue construida en el siglo XIII, sustituyendo a un templo más pequeño de granito. La necesidad de un templo mayor se debió a la importancia de la ciudad como centro comercial de la región. La iglesia de Nuestra Señora de Haderslev llegó a ser, tras la catedral de Schleswig, la segunda mayor iglesia de lo que fue la diócesis de Schlesvig. A partir de 1850, la iglesia ha ofrecido servicios religiosos bilingües, en alemán y danés. Cuando el norte del ducado de Schleswig regresó a Dinamarca tras la Primera Guerra Mundial, la iglesia de Nuestra Señora fue elevada a rango de catedral de la recién creada diócesis de Haderslev, desprendida de la de Schleswig. Aún se celebran misas en alemán para la comunidad germanófona de la ciudad.

## Edificio
La catedral es de estilo gótico báltico. Consta de transepto, nave, coro con ventanas góticas de 15,9 m, algunas capillas laterales, vestíbulo (barroco) y sacristía. Parece una mezcla entre las iglesia-salón y las basílicas. En el siglo XIV tuvo lugar una reestructuración, cuando al coro románico fue sustituido por un nuevo coro gótico de tres naves. Durante un incendio el 18 de septiembre de 1627 se dañó la parte occidental de la iglesia, y por ello la torre que se hallaba en ese costado fue derribada y nunca se reconstruiría. El incendio estuvo relacionado con la campaña militar de Albrecht von Wallenstein en Jutlandia durante la Guerra de los Treinta Años.
La restauración más reciente ocurrió entre 1941 y 1951 cuando, entre otras cosas, fue blanqueado con cal todo el interior de la iglesia. Más recientemente han podido ser recuperados algunos frescos que habían sido cubiertos por esa intervención.

## Inventario

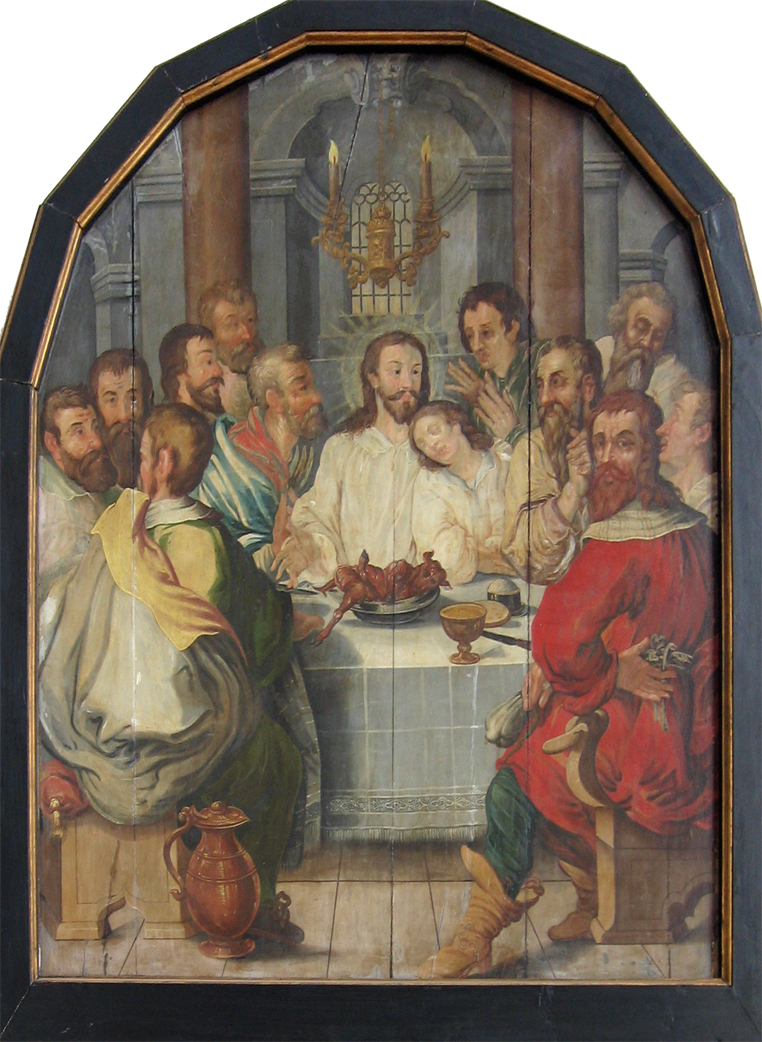
Última cena, copia de un cuadro de Peter Candid del.

- La pila bautismal de bronce de 1485, procedente de Flensburg, con relieves de los cuatro evangelistas y escenas bíblicas. Es similar a las pilas bautismales de las iglesias de Santa María y de San Nicolás, en Flensburg, Alemania.
- El altar de caliza, que fue hasta 1845 una laja del suelo del vestíbulo de entrada. Sobre el altar pende un crucifijo de aproximadamente 1300, procedente de la iglesia de Egebjerg (municipio de Odsherred).
- El púlpito, una donación de Georg von Ahlefeldt y Margrete Blumen de 1636.
- El órgano data de 1652; fue remodelado en 1950.
- En la catedral hay 18 arañas de luces; las dos más antiguas datan de 1605 y 1655.
- Un barco votivo representa al buque de guerra Fyn de 1950.
- En la nave sur hay un óleo sobre madera de la Última cena, de autor anónimo, inspirado fuertemente en los cuadros del artista del Renacimiento Peter Candid. Ese cuadro alguna vez fue parte del retablo de la iglesia.